# Rayón (Chiapas)
Rayón es una población Mexicana y la cabecera del municipio homónimo de Rayón, perteneciente a la región norte del estado de Chiapas. Está ubicada a 145 km de Tuxtla Gutiérrez capital del estado, y a 116 km de Villahermosa (Tabasco).

## Toponimia
Anteriormente la cabecera se llamaba San Bartolomé Solistahuacan pero por edicto del gobernador Victorico J. Grajales se la cambió la denominación a la de Rayón (en zoque tajtzamo) en honor al insurgente Ignacio López Rayón el 13 de febrero de 1934.

## Geografía
Se ubica en la región socioeconómica VII De Los Bosques. Limita al norte con Tapilula, al este con Pueblo Nuevo Solistahuacán y Jitotol, y al sur y al oeste con Pantepec. Las coordenadas de la cabecera municipal son: 17°12'01" de latitud norte y 93°00'41" de longitud oeste y se ubica a una altitud de 1335 metros sobre el nivel del mar. Con una superficie territorial de 67.62 km² ocupa el 0.09% del territorio estatal.
Rayón está a 1340 metros de altitud. La población está rodeada por la cadena montañosa del norte de Chiapas. Esta ubicación ha sido durante siglos un importante cruce entre Tabasco y Chiapas.
Hidrografía
El municipio se ubica dentro de las subcuencas R. Chicoasén que forman parte de la cuenca R. Grijalva - Villahermosa, y las subcuencas R. de la Sierra, que forman parte de la cuenca R. Grijalva - Villahermosa.
Las principales corrientes de agua en el municipio son: Río La Soledad, Arroyo Guadalupe, Río Grande, Río San José, Arroyo Tiburcio, Arroyo Buenavista y Río Durazno.
Orografía
Situado en la parte oeste del Estado de Chiapas con grandes elevaciones de terreno de hasta 1310 m s.n.m. y con una gran vegetación.
Vegetación y uso del suelo
La cobertura vegetal y el aprovechamiento del suelo en el municipio se distribuye de la siguiente manera: Pastizal cultivado (46.26%), Bosque mesofilo de montana (secundario) (33.03%), Bosque mesofilo de montana (18.22%), Agricultura de temporal (1.6%), Otros (0.61%), Bosque de pino-encino (0.27%), y Pastizal inducido (0.02%).

## Historia

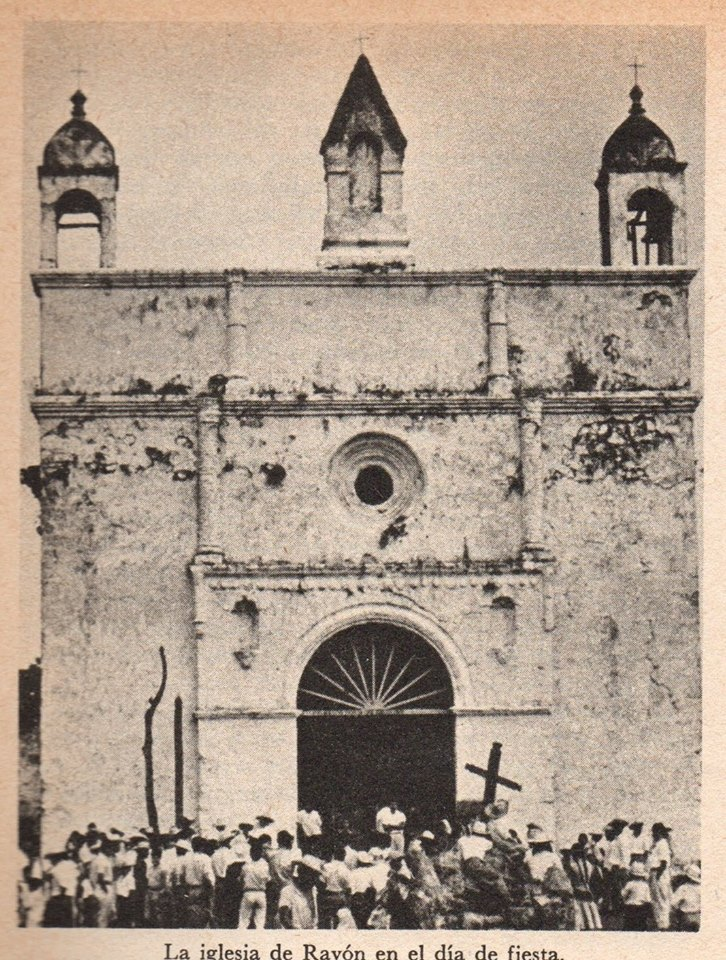
Templo de San Bartolomé años 60

A principios de la época colonial, los habitantes de la zona fueron repartidos entre los encomenderos de Coatzacoalcos.
Durante la Época colonial se llamó a la actual cabecera municipal San Bartolomé Solistahuacán. En 1546, se inició la Evangelización de los zoques de este lugar; el 5 de abril de 1734, aparece San Bartolomé Solistahuacán como tributario de la "Real Hazienda y Caxa de Goathemala", que cobraba los tributos de la real corona española; el 13 de noviembre de 1882, siendo el Gobernador del Estado Miguel Utrilla, se creó el departamento de Mezcalapa, del que pasó a depender; el 13 de febrero de 1934, Victórico R. Grajales promulgó el decreto por el cual se cambió la denominación del pueblo de San Bartolomé Solistahuacán por la de Rayón, en homenaje al insurgente Ignacio López Rayón.

## Clima
Los climas existentes en el municipio son: Cálido húmedo con lluvias abundantes de verano (7.05%), Cálido húmedo con lluvias todo el año (80.35%) y Semicálido húmedo con lluvias todo el año (12.6%).
En los meses de mayo a octubre, las temperaturas mínimas promedio se distribuyen porcentualmente de la siguiente manera: de 12 a 15 °C (49.57%), de 15 a 18 °C (50.11%) y de 18 a 21 °C (0.31%). En tanto que las máximas promedio en este periodo son: De 21 a 24 °C (12.14%), de 24 a 27 °C (75.4%) y de 27 a 30 °C (12.45%).
Durante los meses de noviembre a abril, las temperaturas mínimas promedio se distribuyen porcentualmente de la siguiente manera: de 6 a 9 °C (22.55%), de 9 a 12 °C (59.94%) y de 12 a 15 °C (17.51%). Mientras que las máximas promedio en este mismo periodo son: De 18 a 21 °C (67.59%), de 21 a 24 °C (32.37%) y de 24 a 27 °C (0.05%).
En los meses de mayo a octubre, la precipitación media es: de 1700 a 2000 mm (90.99%), y de 2000 a 2300 mm (9.01%). En los meses de noviembre a abril, la precipitación media es: de 500 a 600 mm (0.11%), de 600 a 700 mm (4.17%), de 700 a 800 mm (15.94%), de 800 a 1000 mm (29.01%) y de 1000 a 1200 mm (50.76%).

## Infraestructura

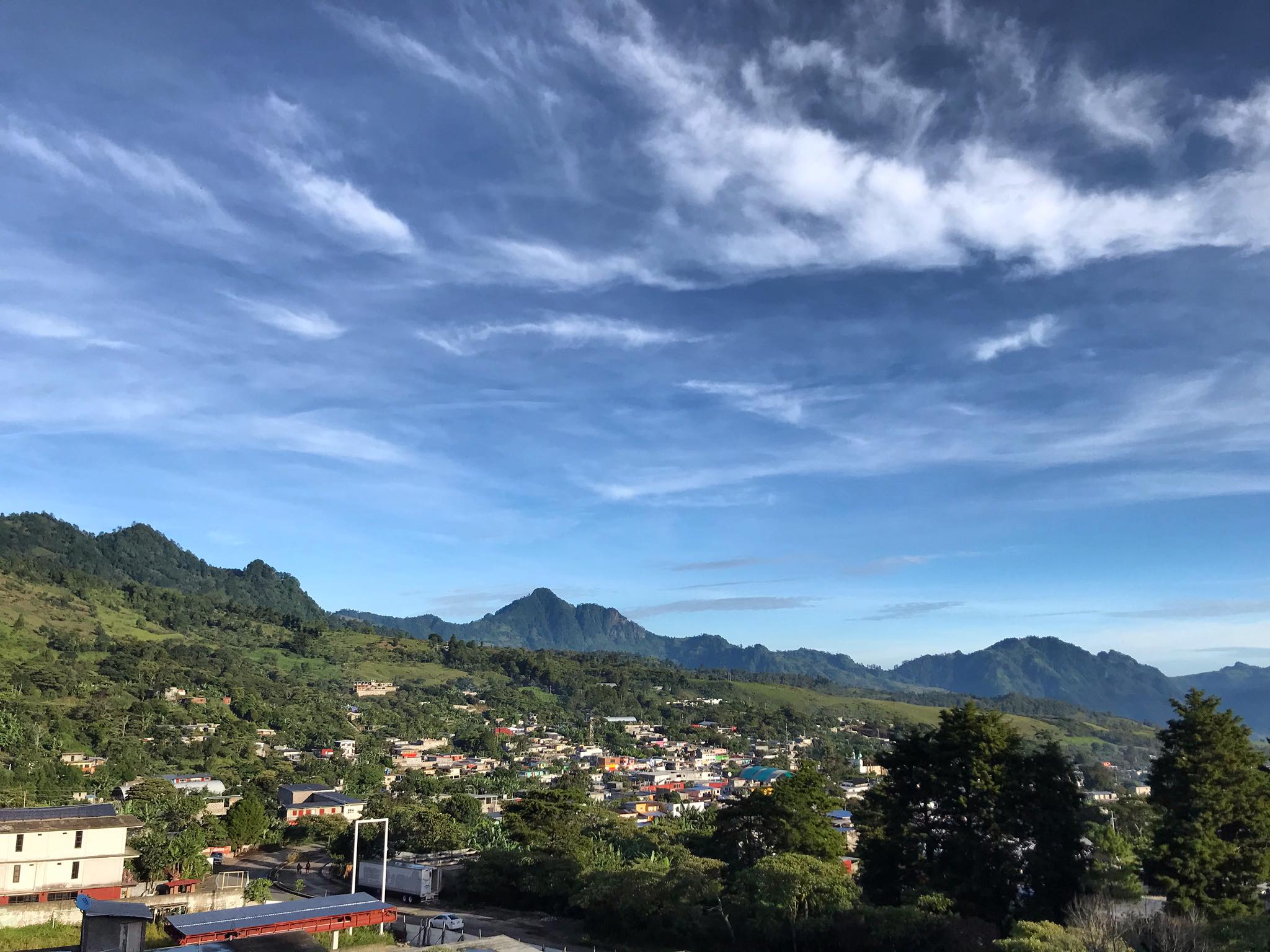
Vista de Rayón

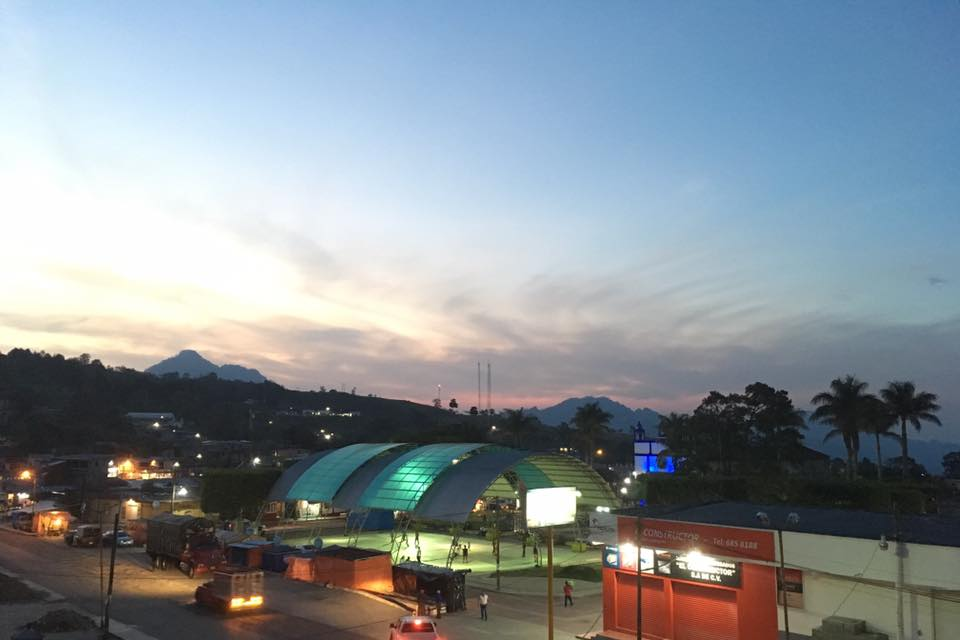
Centro de Rayón

Rayón cuenta con diversos servios que dan atención a la comunidad.
Infraestructura de salud
Rayón cuenta con el servicio médico con un centro de salud equipado con sala de expulsión, odontología además de otros.
Servicios públicos
Los servicios públicos con que cuenta el municipio son: energía eléctrica, agua potable, alumbrado público, seguridad pública, panteones, rastro público, calles pavimentadas, servicio de limpia, mantenimiento de drenaje, parques y jardines.
Servicios municipales
los servicios municipales con los que cuenta Rayón son biblioteca pública, casa de la cultura, parque municipal, unidad deportiva, etc.

## Gobierno y administración

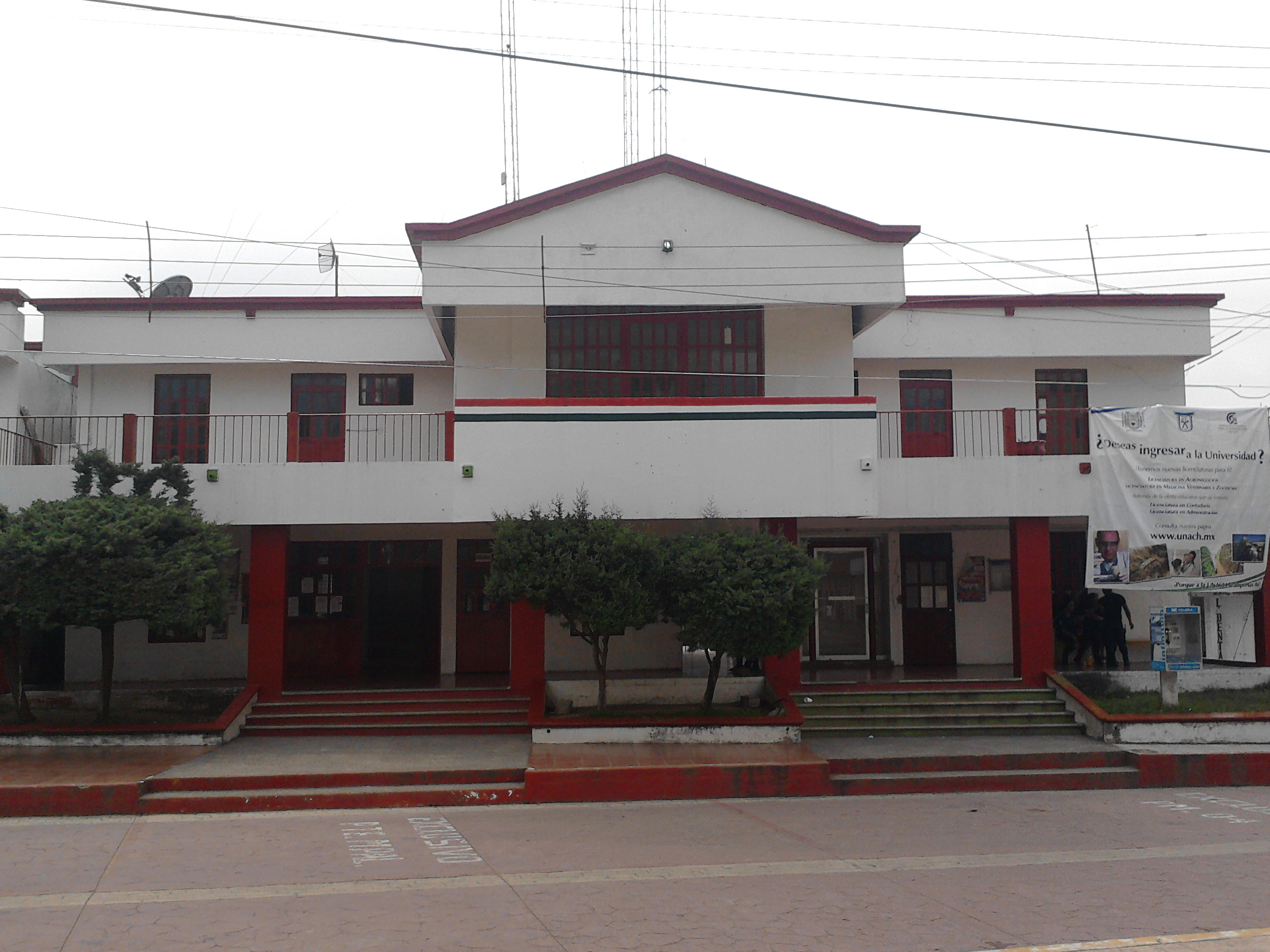
Palacio municipal

El Ayuntamiento presidido por el presidente municipal, quien en él ejerce el poder ejecutivo, en tanto ejecuta los acuerdos del Ayuntamiento y realiza la administración municipal; el que realiza funciones de poder legislativo es el Ayuntamiento, formado por la planilla electa con el candidato a la alcaldía, compuesto por regidores y síndicos, quienes no son elegidos individualmente por la ciudadanía por voto directo, sino que la planilla pasa en automático si gana el alcalde; pero su elección y composición puede variar de un estado, o de un municipio, a otro. Los municipios se dividen en delegaciones para fines de elección o designación de representantes.

## Economía
La principal actividad de la localidad es la producción y venta de quesos artesanales que han logrado darle gran fama a la localidad por esa producción.
La producción y el cultivo de maíz, frijol, calabaza, chiles el principal sustento de las familias más marginadas que son las que viven en las comunidades.

## Educación
En la localidad de Rayón existen todos los servicios educativos desde preescolar hasta la universidad.
Jardín de niños
- Manuel Acuña

- Ángela Peralta

- Emiliano Zapata

- Ángel Albino Corzo

- Cuauhtémoc

Escuela primaria
- Ignacio López Rayón

- Manuel Gamio

- Nicolás Bravo

Secundaria
- Rosario Castellanos Figueroa

- Telesecundaria "Niños Héroes"

- Emiliano Zapata Salazar

Preparatoria
- Colegio de Bachilleres Plantel #75

Universidad
- Universidad Tecnológica de la Selva - Unidad Académica Rayón.

## Personajes ilustres
Profr. Emérito Mazariegos Orantes Promulgó la educación.
C. Eustolio Gómez Juárez Organizador de las elecciones para el 1.er. presidente municipal.
C. Zalique Bautista Destacado revolucionario.

## Medios de comunicación
Cuenta con medios de comunicación local: como el periódico La Voz del Norte, además de los periódicos estatales. Hay una estación de radio #96.1 con información precisa, además de servicio de telefonía móvil y telefonía fija y servicios de televisión por cable.

## Sitios de interés

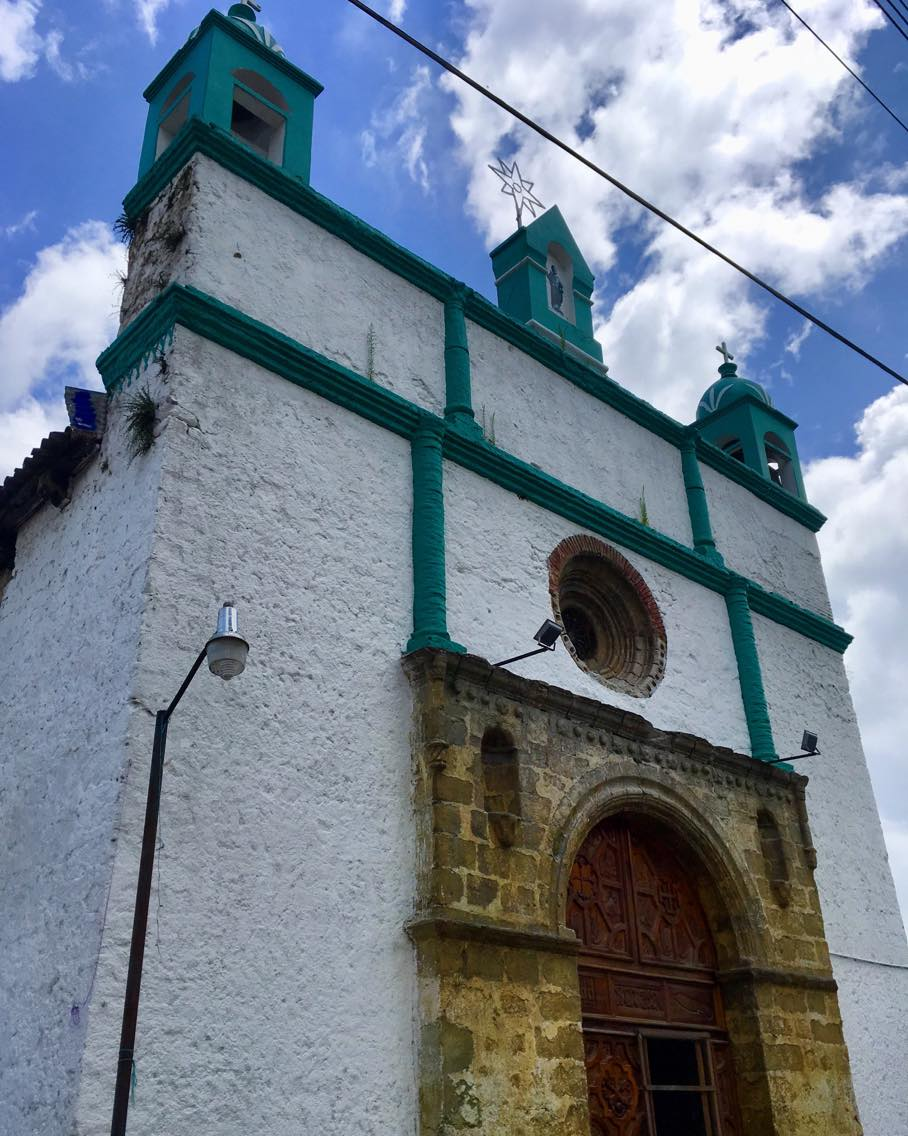
Templo de San Bartolomé Apóstol

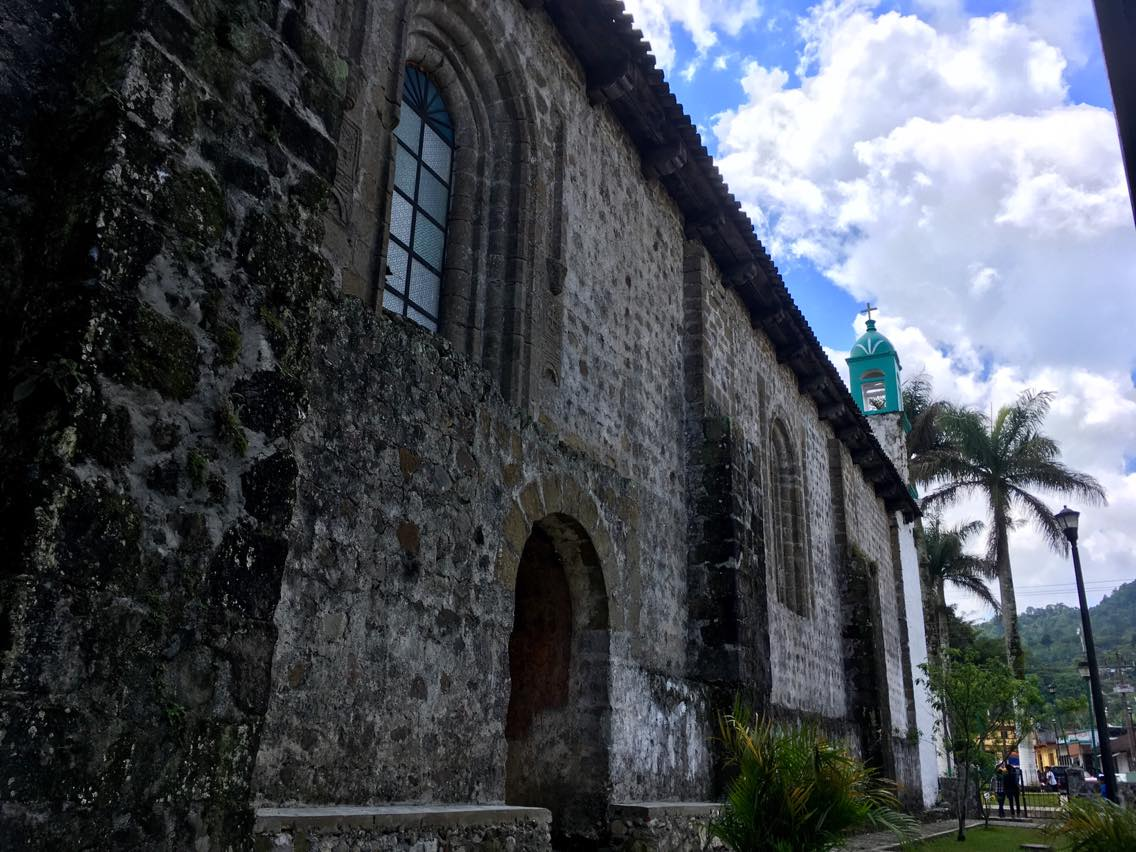
Muro lateral Templo de San Bartolomé Apóstol

Templo de San Bartolomé Apóstol: Fue construido por los frailes Dominicos a finales del siglo XVI y principios del siglo XVII, cuenta con una sola nave y ábside poligonal, la cubierta es a dos aguas con vigas de madera y tejas. En la portada podemos observar tres cuerpos: el primero es el acceso enmarcado por un arco de medio punto con hornacinas a los extremos y decorado con motivos florales en la parte superior. El segundo cuerpo consta de un óculo en el medio con un par de medias muestras de estilo toscano a sus extremos. El último cuerpo lo forman un par de medias muestras que sostienen la cornisa y en el centro está el remate con hornacina.Las torres campanario de un solo cuerpo y cupulin fueron agregadas a principios del siglo XX.
Parque central: Se ubica en el barrio centro de Rayón, fue ideado desde el trazo de la población cuenta con jardines además de ser el principal punto de reunión de los rayoneros guarda gran armonía con las construcciones de arquitectura típica del lugar que lo rodean.

## Vías de comunicación
Por medio de la carretera nacional #195 lo une a las ciudades de Tuxtla Gutiérrez y Villahermosa (Tabasco).

## Fiestas
La fiesta más significativa de la localidad es la que se lleva a cabo en el mes de  agosto en honor al santo patrón del pueblo San Bartolomé Apóstol y la segunda es la que se lleva a cabo en el mes de enero en honor al santo Señor de Esquipulas.